# Ramzes (koń)
Ramzes (urodzony 2 marca 1937, padł w 1965) – polski koń półkrwi angloarabskiej (xo), ogier, maści siwej, po matce Jordi (xo) półkrwi angloarabskiej (xo) i ojcu Rittersporn pełna krew angielska (xx) hodowli stadniny koni w Wojcieszkowie hrabiny Marii Plater-Zyberk.
Zaliczany jest do reproduktorów stulecia, a jego potomstwo reprezentuje wysokie uzdolnienia sportowe. Ramzes nadał nowe oblicze rasie westfalskiej przede wszystkim poprzez swojego syna, ogiera Radetzky. Jednocześnie jego wnuk, ogier Ramiro wywarł bardzo silny wpływ na europejską hodowlę koni sportowych.

## Życiorys
Ojciec Ramzesa, Rittersporn był wybitnym folblutem ze znanej francuskiej siwej linii Le Sancy, natomiast matka, Jordi, została zakupiona jako roczna wybrakowana (nie została zakwalifikowana do dalszej hodowli jako matka stadna) klacz w Państwowej Stadninie w Janowie Podlaskim. Ramzes był jej trzecim źrebięciem. W 1938 z powodu przypadkowego upadku na padoku doznał krótkotrwałego niedowładu kończyn, który ustąpił i nigdy nie powrócił. W 1940 został zakupiony przez stadninę w Janowie Podlaskim, skąd był wysyłany na punkty rozpłodowe w okolicy Kałuszyna. W lipcu 1944 wraz z innymi ogierami z Janowa został ewakuowany do Niemiec do Cleverhof L. koło Lubeki. Po wojnie Ramzes pozostał w zachodniej strefie Niemiec i pod por. Bieleckim brał udział w zawodach sportowych skoków przez przeszkody. Po jego emigracji do Kanady Ramzes został zakupiony przez niemieckiego hodowcę koni barona Klemensa von Nagel do stadniny w Vornholz (Nadrenia Północna-Westfalia). Przez pierwsze lata pobytu w Vornholz występował w konkursach hipicznych pod doskonałym niemieckim jeźdźcom Brinckmannem osiągając niezłe wyniki na skalę krajową. Karierę sportową zakończył w 1948 łamiąc nogę na treningu. Wtedy zaczęła się jego kariera hodowlana, w której okazał się najwybitniejszym reproduktorem półkrwi w okresie powojennym.
Najbardziej znany w świecie koń małopolski, został założycielem sławnej niemieckiej linii "R" koni sportowych, z której wywodzą się m.in. Ramiro Z i Ratina Z, niestety w hodowli koni małopolskich w Polsce nie został wykorzystany.
Padł w 1965 w westfalskiej stadninie Vornholz barona Klemensa von Nagel. 